# Santiago de Cuba (prowincja)
Santiago de Cuba – jedna z czternastu prowincji Kuby. Jej stolicą jest Santiago de Cuba. 
W prowincji uprawia się banany, kawę i kakao. Wydobywa się żelazo i nikiel. Również turystyka odgrywa niebagatelną rolę dla gospodarki prowincji.
Prowincja dzieli się na dziewięć gmin. Są to:
1. Contramaestre
2. Chivirico
3. Mella
4. Palma Soriano
5. San Luis
6. Santiago de Cuba
7. Mayarí Arriba
8. La Maya
9. Cruce de los Baños